# Az Újpest FC bajnokságot nyert kezdőcsapatai
Az Újpest FC bajnokságot nyert kezdőcsapatainak listája
- 1904: II. osztály: 100%-os bajnokság és feljutás az élvonalba!

UTE: Bej – Molnár I., Vermes – Barcsay, Szabó, Kuschner – Prácser, Herczeg, Petz, Molnár II., Fejér.
- 1929-1930. évi Professzionális Bajnokság

Újpest FC: Aknai – Kővágó, Fogl III, Köves, Borsányi, Vig II, Ströck, Avar, Stófián, Spitz, P. Szabó
- 1930-1931. évi Professzionális Bajnokság

Újpest FC: Huba – Dudás, Fogl III, Köves, Borsányi, Vig II, Ströck, Avar, Stófián, Spitz, P. Szabó
- 1932-1933. évi Professzionális Bajnokság

Újpest FC: Aknai – Kővágó, Dudás, Szalay, Szűcs, Kiss, Sas, Avar, Jávor, Steiner, P. Szabó
- 1934-1935. évi Professzionális Bajnokság

Újpest FC: Hóri – Futó, Sternberg, Seres, Szűcs, Szalay, Tamássy, Avar, Pusztai, Jávor, Kocsis
- 1938-1939. évi Nemzeti Bajnokság

Újpest FC: Sziklai – Futó, Fekete, Szalay, Szűcs, Balogh I, Ádám, Vincze, Kállai, Zsengellér, Kocsis 
- 1945. évi "Budapest" Bajnokság

UTE: Tóth – Balogh II, Laborcz, Kirádi, Szűcs, Balogh I, Suhai, Szusza, Zsengellér, Sárdi, Várnai
- 1945-1946. évi Országos Bajnokság

UTE: Tóth – Balogh II, Laborcz, Kirádi, Szűcs, Nagymarosi, Suhai, Szusza, Várnai, Zsengellér, Nyers
- 1946-1947. évi Nemzeti Bajnokság

UTE: Tóth – Balogh II, Laborcz, Kirádi, Szűcs, Horváth, Egresi, Szusza, Várnai, Zsengellér, Patkoló
- 1959-1960. évi Nemzeti Bajnokság

Újpesti Dózsa: Török – Rajna, Várhidi, Győrvári, Szini, Borsányi, Nagy, Szusza, Göröcs, Kuharszki, Tóth M.
- 1969. évi Nemzeti Bajnokság

Újpesti Dózsa: Szentmihályi – Káposzta, Solymosi, Noskó, Dunai III, Göröcs, Nagy L., Fazekas, Bene, Dunai II, Zámbó
- 1970. évi tavaszi Nemzeti Bajnokság

Újpesti Dózsa: Szentmihályi – Káposzta, Solymosi, Noskó, Dunai III, Nagy L., Fazekas, Göröcs, Bene, Dunai II, Zámbó
- 1970-71. évi Nemzeti Bajnokság

Újpesti Dózsa: Szentmihályi – Káposzta, Horváth, Noskó, Dunai III, Juhász, Tóth A., Fazekas, Bene, Dunai II, Zámbó
- 1971-72. évi Nemzeti Bajnokság

Újpesti Dózsa: Szentmihályi – Noskó, Maurer, Horváth, Juhász, Tóth A., Dunai III, Fazekas, Bene, Dunai II, Zámbó
- 1972-73. évi Nemzeti Bajnokság

Újpesti Dózsa: Szentmihályi – Kolár, Harsányi, Horváth, Juhász, Dunai III, Tóth A., Fazekas, Bene, Dunai II, Zámbó
- 1973-74. évi Nemzeti Bajnokság

Újpesti Dózsa: Szentmihályi – Noskó, Harsányi, Horváth, Kellner, Dunai III, Zámbó, Fazekas, Bene, Tóth A., Nagy L.
- 1974-75. évi Nemzeti Bajnokság

Újpesti Dózsa: Szigethi – Kolár, Harsányi, Horváth, Juhász, Dunai III, Tóth A., Fazekas, Fekete, Bene, Zámbó
- 1977-78. évi Nemzeti Bajnokság

Újpesti Dózsa: Tóth Z. – Viczkó, Dunai III, Schumman, Tóth J., Tóth A., Zámbó, Fazekas, Törőcsik, Fekete, Nagy L.
- 1978-79. évi Nemzeti Bajnokság

Újpesti Dózsa: Tóth Z. – Kolár, Dunai III, Sarlós, Tóth J., Zámbó, Kardos, Tóth A., Fazekas, Törőcsik, Fekete
- 1989-90. évi Nemzeti Bajnokság

Újpesti Dózsa: Brockhauser – Kósa, Huszárik, Szlezák, Miovecz, Balog T., Rubold, Kovács E., Zsivóczky, Bácsi, Katona
- 1997-98. évi Nemzeti Bajnokság

Újpest FC: Szűcs – Sebők, Fehér, Kiskapusi, Pető, Jenei, Véber, Kozma, Szlezák, Herczeg, Tóth N.